# Sarah Lancaster
Sarah Beth Lancaster (Overland Park, 12 februari 1980) is een Amerikaans actrice.
Lancaster groeide op in Overland Park. Toch verhuisde de familie Lancaster na een tijd naar Mission Viejo (Californië). Hier begon Lancaster zich te richten op acteren en nam ook acteerlessen. Ze kreeg een agent die voor haar een rol zorgde in Saved by the Bell: The New Class in 1994. Ondanks een beginnende carrière, had school ook nog een belangrijke plaats in haar leven. Nadat ze haar diploma haalde, verhuisde ze naar Los Angeles.
Ondanks haar volledige toewijding aan een carrière, kwam ze op het begin van haar volwassen carrière niet verder dan gastrollen in televisieseries. Zo was ze te zien in Unhappily Ever After, Sabrina, the Teenage Witch, Pacific Blue, Dawson's Creek, Dharma & Greg, Boston Public, Off Centre, That '70s Show, 7th Heaven, Six Feet Under, CSI: Crime Scene Investigation en Scrubs.
Van 2003 tot en met 2005 heeft ze een vaste rol gehad in de serie Everwood en van 2006 tot en met 2007 had ze ook een vaste rol in What About Brian. Van 2007 tot 2012 was Lancaster te zien in de Amerikaanse serie Chuck. Sindsdien speelde ze in diverse televisiefilms.
Een filmcarrière behalen is Lancaster niet gelukt. Ze had wel kleine rollen in Cruel Intentions 2 (2000) en Catch Me If You Can (2002).